# Die Säulen der Erde (Computerspiel)
Die Säulen der Erde (im englischen Original The Pillars of the Earth) ist ein Adventure-Computerspiel des Hamburger Entwicklerstudios und Publishers Daedalic Entertainment, das auf dem 1989 veröffentlichten gleichnamigen Roman von Ken Follett basiert und von August 2017 bis März 2018 in drei als „Bücher“ bezeichneten Episoden veröffentlicht wurde.

## Handlung
Als Umsetzung von Folletts Roman hält sich das Spiel eng an dessen Inhalte. Grundthema ist der Bau einer Kathedrale im fiktiven Dorf Kingsbridge im England des 12. Jahrhunderts. Daedalic unterteilte das Spiel in drei sogenannte Bücher, die inhaltlich einen Zeitraum von 30 Jahren abdecken und zeitlich getrennt veröffentlicht wurden.

### Charaktere
Das Spiel verfolgt die Schicksale vierer Protagonisten, deren Wege sich mehrfach kreuzen:
- Tom Builder ist ein Baumeister, dessen Lebenstraum es ist, eine Kathedrale zu errichten.
- Jack ist ein im Wald aufgewachsener, aber intelligenter und wissbegieriger Junge, der bei Tom Builder in die Lehre geht und sich als talentierter Baumeister entpuppt.
- Phillip ist ein Mönch, der in seiner Klostergemeinschaft zu einer Führungsperson aufsteigt und den Bau der Kathedrale vorantreibt.
- Aliena ist eine junge Adelige, die aus der elterlichen Burg flüchten muss, nachdem diese im Rahmen eines Konflikts von Feinden ihres Vaters erobert und ihr Vater ermordet wurde.

Da es sich bei Die Säulen der Erde um eine Romanadaption handelt, ist der grobe Handlungsrahmen vorgegeben. Dennoch gibt es einige Abweichungen, die zum Teil durch Kürzungen entstanden und zum Teil durch die Entscheidungen des Spielers bedingt sind. So wird der im Roman recht ausführlich thematisierte Streit zwischen Heinrich II. und Thomas Becket, dem damaligen Erzbischof von Canterbury, sowie die Ermordung Beckets 1170 im Spiel nicht erwähnt. Auch der im Spiel gezeigte Prozess gegen Phillip weicht vom im Buch beschriebenen Prozess ab, denn zum einen findet er 1154 oder 1155 in Shiring (nicht 1170 in Kingsbridge) statt und zum anderen geht es um Phillips kirchenkritische Schriften, während seine angebliche Vaterschaft für Jonathan (im Buch der Grund für den Prozess) nur am Rande thematisiert wird.

### Buch 1: Aus der Asche
Der arbeitslose Baumeister Tom Builder irrt mit seiner Familie durch die verschneiten Wälder rund um Kingsbridge, als bei seiner hochschwangeren Frau Agnes die Wehen einsetzen und sie ein Kind zur Welt bringt. Agnes stirbt nach der Geburt an Blutungen. Tom setzt das Kind aus, das von einem Priester gefunden wird, der sich auf dem Weg zu seinem Bruder, dem Klostervorsteher Phillip, befindet. Phillip nimmt sich des Säuglings an. Tom schließt sich mit der vogelfreien Ellen zusammen. In der Folge kommt es immer wieder zu Spannungen zwischen Toms Sohn Alfred und Ellens Sohn Jack. Phillip wird zum Abt von Kingsbridge gewählt. Als Jack durch einen von ihm gelegten Brand die Kirche von Kingsbridge abbrennen lässt, beauftragt Phillip Tom mit dem Bau einer neuen Kirche.

### Buch 2: Wer den Wind sät
Jack und Aliena sind mittlerweile erwachsen und versuchen, Kingsbridge vor William Hamleigh zu retten. Dieser will sich für die Abweisung durch Aliena rächen. Als Hamleigh zum Grafen von Shiring ernannt wird, setzt er sich die Auslöschung von Kingsbridge zum Ziel.

### Buch 3: Im Auge des Sturms
Aliena reist im Jahr 1142 nach Frankreich, um dort nach Jack zu suchen. Sie findet ihn schließlich in St. Denis bei Paris und kehrt mit ihm nach Kingsbridge zurück. Mit im Gepäck haben sie eine Madonnen-Statue, die scheinbar weinen kann. Jack gibt dieses Weinen als göttliches Wunder aus und kann so Geld für einen Weiterbau der Kathedrale von Kingsbridge sammeln.
Im Jahr 1154 ist der Dombau in Kingsbridge durch eine heftige Dürre zum Erliegen gekommen. Jack stellt zudem fest, dass sich in der Ostwand ein Riss gebildet hat, der die Stabilität gefährdet. Da der Riss an etwa derselben Stelle auftaucht wie bereits in der von Tom errichteten Mauer und die Wand zudem völlig neu errichtet wurde, vermutet Jack das Problem in der Krypta. Als er dieser Vermutung zusammen mit Prior Phillip und Jonathan nachgeht, stoßen sie auf eine geheime Kammer, die wohl Phillips Vorgänger Prior James als Versteck nach seinem angeblichen Tod diente. Wenig später stellen sie fest, dass einige Outlaws Essen aus der Küche der Priorei gestohlen haben. Daraus entwickeln Aliena und Richard den Plan, sich mithilfe von Outlaws Earlscastle zu erobern und so die Grafschaft Shiring zurückzuerobern, deren rechtmäßige Eigentümer sie gemäß dem Vertrag von Wallingford zwischen Mathilde und Stephan von Blois sind. Der Plan gelingt, allerdings wird bei der Eroberung William Hamleigh von Alliena erstochen.
Während dieser Eroberung wurde allerdings Prior Phillip wegen der von ihm verfassten Schriften im Auftrag Bischof Walerans festgenommen. Der danach folgende Prozess findet in der Kathedrale von Shiring statt. Als Richter fungieren Bischof Waleran, der Bischof von Winchester Henry und als Vertreterin von Shiring Aliena. Im Verlauf des Prozesses gelingt es Jack, Aliena und Jonathan aufzudecken, dass Bischof Waleran zusammen mit Percy Hamleigh und Prior James für den Tod von Jacks Vater verantwortlich ist, weshalb er seinen Posten als Bischof räumen muss. Nicht verhindern können sie allerdings, dass sich Phillip der Feuerprobe unterziehen muss, was er durch ein scheinbares Wunder auch überlebt.
Der danach folgende Epilog spielt 1175. Jonathan hat inzwischen das Amt des Priors von Phillip übernommen, während sich Phillip in sein ehemaliges Kloster St.-John-in-the-Forest zurückgezogen hat. Dennoch kehrt Phillip regelmäßig nach Kingsbridge zurück. Bei einem dieser Besuche wird er breites von dem früheren Bischof Waleran erwartet, der nun als einfacher Mönch lebt und Phillip fragt, ob er jemals Gott oder den Teufel gesehen hat, da er selbst das nie getan hätte. Der Spieler hat an dieser Stelle die Möglichkeit die Frage zu beantworten oder sie unbeantwortet zu lassen. Anschließend trifft Phillip in der Kirche auf Jonathan, Ellen, Jack, Aliena, Martha, die Tochter Tom Builders,  und Sally und Tommy, die Kinder von Aliena und Jack. Dabei erfährt man, dass Sally in der Kathedrale für die Fenster zuständig ist, während Tommy den Posten des Baumeisters von seinem Vater Jack übernommen hat.

## Spielprinzip und Technik
Visuell präsentiert sich das Spiel nach Art eines Zeichentrickfilms. Figuren und Hintergründe sind handgezeichnet und animiert, die Handlung läuft größtenteils automatisch ab. An verschiedenen Stellen kann der Spieler die Szenerie, in der sich der gerade aktive Spielcharakter befindet, erkunden und so nähere Informationen über seine Umgebung erhalten, Gespräche anwesender Personen belauschen oder selbst Gespräche anstoßen. Dabei gibt der Spieler aus einer Liste möglicher Themen eines vor, das Gespräch läuft dann automatisch ab. Gelegentlich werden dem Spieler Entscheidungen über das weitere Vorgehen des aktiven Spielcharakters abgefordert, die wie bei den Gesprächen nach dem Single-Choice-Prinzip getroffen werden. Je nach gewählten Handlungs- oder Dialogoptionen verzweigt die Handlung nach Art eines Spielbuchs. In das Spiel integriert sind einige Quick-Time-Events, bei denen es auf motorisches Geschick ankommt.

## Produktionsnotizen
Der Grundvoraussetzungen für Die Säulen der Erde wurden im Mai 2014 geschaffen, als der Kölner Verlag Bastei Lübbe einen Mehrheitsanteil an Daedalic erwarb, um sein Portfolio auszuweiten. Auf der Frankfurter Buchmesse 2014 schlug Daedalic-CEO Carsten Fichtelmann Ken Follett die Versoftung seines Romans vor. Noch im selben Jahr wurde die Umsetzung des Romans, an dem Bastei Lübbe die Veröffentlichungsrechte hat, als Computerspiel angekündigt. Als Veröffentlichungstermin wurde der Herbst 2017 avisiert. Die Unterteilung des Spiels in drei „Bücher“ wurde erst 2017 bekanntgegeben.
| Buch | Titel (englisch) | Titel (deutsch)    | Veröffentlichung  |
| ---- | ---------------- | ------------------ | ----------------- |
| 1    | From Ashes       | Aus der Asche      | 15. August 2017   |
| 2    | Sowing the Wind  | Wer den Wind sät   | 13. Dezember 2017 |
| 3    | Eye of the Storm | Im Auge des Sturms | 29. März 2018     |

Eine Vorabveröffentlichung erfolgte am 2. August 2017 in Kooperation mit der Zeitschrift Computer Bild Spiele, die das erste Buch des Spiels auf ihrer der „Platin-Edition“ der Zeitschrift beiliegenden DVD veröffentlichte. Eine ähnliche Kooperation gingen Daedalic und Computer Bild Spiele bereits 2016 im Rahmen der Veröffentlichung des Daedalic-Titels Deponia Doomsday ein. Die dingliche Fassung des Spiels enthielt zwar eine DVD-ROM mit den Spieldaten, das Spiel musste aber über die Internet-Vertriebsplattform Steam aktiviert werden. Zeitgleich mit dem Erscheinen des ersten Buches wurde eine „Kingsbridge Edition“ genannte Sammleredition veröffentlicht, die zusätzlich zum Spiel unter anderem eine Leseprobe aus Folletts zu diesem Zeitpunkt noch unveröffentlichten Roman Das Fundament der Ewigkeit, einen Stadtplan des fiktiven Kingsbridge und eine Audio-CD mit dem Soundtrack des Spiels enthielt. Die Veröffentlichung des zweiten und dritten Buches wurde seitens Daedalic für Ende 2017 bzw. das erste Quartal 2018 avisiert.
Der Soundtrack des Spiels wurde vom Prager FILMharmonic Orchestra eingespielt. Zusätzlich sind Gesänge des Berliner Chors Vox Nostra enthalten, der sich auf Vokalmusik des Mittelalters spezialisiert hat.

### Sprecher
| Rolle            | englischer Sprecher | deutscher Sprecher      |
| ---------------- | ------------------- | ----------------------- |
| Aliena           | Naomi Sheldon       | Celine Fontanges        |
| Jack (jung)      | Cody Molko          | Lino Kelian             |
| Jack (erwachsen) | Alex Jordan         | Christian Stark         |
| Alfred Builder   | William Ash         | Rasmus Borowski         |
| Phillip          | Glen McCready       | Ingo Abel               |
| Tom Builder      | Dan Mersh           | Achim Buch              |
| Ellen            | Alix Dunmore        | Sonja Szylowicki        |
| Bischof Waleran  | David Shawn Parker  | Rüdiger Schulzki        |
| William Hamleigh | Carl Prekopp        | Oliver Christian Rudolf |
| Regan Hamleigh   | Penny Rawlins       | Katja Brügger           |
| Cuthbert         | Peter Marinker      | Eckart Dux              |
| Rashid           | Brian Deacon        |                         |

Eine Nebenrolle wird in der deutschen Fassung vom Webvideoproduzenten Erik „Gronkh“ Range gesprochen; dieselbe Rolle wurde in der englischen Fassung von Ken Follett selbst vertont.

## Rezeption
Die Säulen der Erde wurde in der Presse insgesamt positiv bewertet. Aus sieben aggregierten Wertungen erzielt das Spiel auf Metacritic einen Score von 78 für die PC-Version; GameRankings aggregierte sieben Wertungen zu einem Score von 79 %. Das deutschsprachige Fachmagazin Adventure-Treff zog Vergleiche zu den Adventures von Telltale Games. Es lobte die dynamische Erzählweise, detaillierte Hintergrundgrafiken und das Aufzeigen historischer Zusammenhänge durch optionale, in das Spiel integrierte Dokumente, kritisierte aber das banale Spielprinzip und den daraus resultierenden geringen Schwierigkeitsgrad, Sprechpausen innerhalb von Dialogen sowie „hakelige“ Animationen. In Summe bewertete Redakteur Hans Duschl Die Säulen der Erde als eine „gute Romanumsetzung, die hin und wieder etwas unter Längen“ leide. 4Players notierte eine der Romanvorlage entsprechende „bedrückende Stimmung“ und das Fehlen des für Daedalic-Spiele sonst typischen Humors. Positiv hob das Magazin das generelle Setting des Spiels, seinen Umfang und die deutsche Lokalisierung hervor, negativ „gestelzte“ Dialoge und vor allem einen zähen Einstieg in die Spielhandlung, da man als Spieler von der großen Anzahl an handlungsrelevanten Akteuren „erschlagen“ würde. Das US-amerikanische Magazin Kotaku bezeichnete das Spiel als „sehr schön“ und stilistisch an ein altes Märchenbuch erinnernd, es sei aber kein Spiel, sondern eher ein „interaktiver Roman“, der nur eine Illusion von Entscheidungsfreiheit präsentiere und sich letztendlich an das Geschehen im Roman halte.